# North American Soccer League 1981
Navigation
NASL 1980 NASL 1982
La North American Soccer League 1981 est la quatorzième édition de la North American Soccer League. Vingt et une équipes s'inscrivent au championnat. Les clubs sont répartis en 5 poules géographiques.
Les 15 meilleures équipes (en nombre de points, toutes poules confondues) se qualifient pour la phase finale, en sachant que la meilleure de toutes est directement qualifiée pour les quarts de finale. Tous les matchs de phase finale sont joués en match aller-retour, sauf la finale jouée sur un match sur terrain neutre. Comme dans d'autres compétitions organisées en Amérique (Ligue nationale de hockey ou NBA), il n'y a ni promotion, ni relégation, un système de franchises est mis en place.
C'est le club du Sting de Chicago qui remporte cette édition en battant lors de la finale le champion en titre le Cosmos de New York. C'est le premier titre de l'histoire du club.

## Les 21 franchises participantes
| Sockers de San Diego Los Angeles Surf de Californie Earthquakes de San José Boomers de Calgary Drillers d'Edmonton Whitecaps de Vancouver Timbers de Portland Sounders de Seattle |

| - Division Ouest - Surf de Californie - Aztecs de Los Angeles - Sockers de San Diego - Earthquakes de San José | - Division Nord-Ouest - Boomers de Calgary - Drillers d'Edmonton - Timbers de Portland - Sounders de Seattle - Whitecaps de Vancouver |  |

| Sockers de San Diego Los Angeles Surf de Californie Earthquakes de San José Boomers de Calgary Drillers d'Edmonton Whitecaps de Vancouver Timbers de Portland Sounders de Seattle |

| - Division Ouest - Surf de Californie - Aztecs de Los Angeles - Sockers de San Diego - Earthquakes de San José | - Division Nord-Ouest - Boomers de Calgary - Drillers d'Edmonton - Timbers de Portland - Sounders de Seattle - Whitecaps de Vancouver |  |

| Cosmos Manic de Montréal Diplomats de Washington Toronto Chiefs d'Atlanta Strikers de Fort Lauderdale Tea Men Rowdies de Tampa Bay Sting de Chicago Kicks du Minnesota Roughnecks de Tulsa Tornado de Dallas |

| - Division Est - Manic de Montréal - Cosmos de New York - Blizzard de Toronto - Diplomats de Washington | - Division Sud - Chiefs d'Atlanta - Strikers de Fort Lauderdale - Tea Men de Jacksonville - Rowdies de Tampa Bay | - Division Centrale - Sting de Chicago - Tornado de Dallas - Kicks du Minnesota - Roughnecks de Tulsa |  |

| Cosmos Manic de Montréal Diplomats de Washington Toronto Chiefs d'Atlanta Strikers de Fort Lauderdale Tea Men Rowdies de Tampa Bay Sting de Chicago Kicks du Minnesota Roughnecks de Tulsa Tornado de Dallas |

| - Division Est - Manic de Montréal - Cosmos de New York - Blizzard de Toronto - Diplomats de Washington | - Division Sud - Chiefs d'Atlanta - Strikers de Fort Lauderdale - Tea Men de Jacksonville - Rowdies de Tampa Bay | - Division Centrale - Sting de Chicago - Tornado de Dallas - Kicks du Minnesota - Roughnecks de Tulsa |  |

- Par rapport à la saison précédente : 
  - Le Hurricane de Houston et les Lancers de Rochester disparaissent.
  - Les Diplomats de Washington qui existaient en 1980 disparaissent également. Cependant, l'Express de Detroit se relocalise et prend le nom des Diplomats.
  - Trois équipes se relocalisent. Les Rogues de Memphis deviennent les Boomers de Calgary, les Tea Men de la Nouvelle-Angleterre deviennent les Tea Men de Jacksonville et le Fury de Philadelphie devient le Manic de Montréal.

## Format
- Les 21 équipes sont réparties en cinq divisions.
- Toutes les équipes disputent 32 rencontres réparties comme suit : 
  - pour les divisions de 4 équipes :
  - 12 rencontres de division (4 matchs face aux trois autres équipes)
  - 20 rencontres inter-divisions (8 équipes affrontées deux fois, 2 équipes affrontées une fois à domicile, 2 équipes affrontées une fois à l'extérieur ou 9 équipes affrontées deux fois, 1 équipe affrontée une fois à domicile, 1 équipe affrontée une fois à l'extérieur)

- - pour la division de 5 équipes :
  - 12 rencontres de division (2 matchs à domicile et 1 à l'extérieur face à deux équipes, 1 match à domicile et 2 à l'extérieur face aux deux autres équipes)
  - 20 rencontres inter-divisions (8 équipes affrontées deux fois, 2 équipes affrontées une fois à domicile, 2 équipes affrontées une fois à l'extérieur)

- Il n'y a pas de match nul. En cas d'égalité au bout de 90 minutes, une prolongation avec but en or de 15 minutes est jouée. Si elle achève sans but, une séance de tirs au but a lieu. Contrairement à une séance de tirs au but classique, les joueurs partent des 35 yards (environ 32 mètres du but) et ont cinq secondes pour tirer au but.
- Le barème de points est le suivant :
  - Victoire dans le temps réglementaire ou en prolongation : 6 points
  - Victoire aux tirs au but : 4 points
  - Défaite : 0 point
  - Un point de bonus est accordé par but marqué dans la limite de 3 buts par match.

- Les deux premiers de chaque division se qualifient pour les séries éliminatoires. Les cinq meilleurs bilans restants également.

## Phase régulière

### Division Est
| Rang | Équipe                  | Pts | J  | G  | Gt | P  | Bp | Bc | Diff |    |
| ---- | ----------------------- | --- | -- | -- | -- | -- | -- | -- | ---- | -- |
| 1    | Cosmos de New York T    | 200 | 32 | 22 | 1  | 9  | 80 | 49 | +31  | 64 |
| 2    | Manic de Montréal       | 141 | 32 | 13 | 2  | 17 | 63 | 57 | +6   | 55 |
| 3    | Diplomats de Washington | 135 | 32 | 12 | 3  | 17 | 59 | 58 | +1   | 51 |
| 4    | Blizzard de Toronto     | 77  | 32 | 6  | 1  | 25 | 39 | 82 | -43  | 37 |

- Meilleure équipe de la saison régulière et qualification directe pour les quarts de finale des séries éliminatoires
- Qualification directe pour le premier tour des séries éliminatoires

T : Tenant du titre

### Division Sud
| Rang | Équipe                      | Pts | J  | G  | Gt | P  | Bp | Bc | Diff |    |
| ---- | --------------------------- | --- | -- | -- | -- | -- | -- | -- | ---- | -- |
| 1    | Chiefs d'Atlanta            | 151 | 32 | 15 | 2  | 15 | 62 | 60 | +2   | 53 |
| 2    | Strikers de Fort Lauderdale | 144 | 32 | 14 | 4  | 14 | 54 | 46 | +8   | 44 |
| 3    | Tea Men de Jacksonville     | 141 | 32 | 14 | 4  | 14 | 51 | 46 | +5   | 41 |
| 4    | Rowdies de Tampa Bay        | 139 | 32 | 13 | 2  | 17 | 63 | 64 | -1   | 53 |

- Qualification directe pour le premier tour des séries éliminatoires
- Wild-card pour le premier tour des séries éliminatoires

### Division Centrale
| Rang | Équipe              | Pts | J  | G  | Gt | P  | Bp | Bc | Diff |    |
| ---- | ------------------- | --- | -- | -- | -- | -- | -- | -- | ---- | -- |
| 1    | Sting de Chicago    | 195 | 32 | 20 | 3  | 9  | 84 | 50 | +34  | 63 |
| 2    | Kicks du Minnesota  | 163 | 32 | 17 | 2  | 13 | 63 | 57 | +6   | 53 |
| 3    | Roughnecks de Tulsa | 154 | 32 | 16 | 1  | 15 | 60 | 49 | +11  | 54 |
| 4    | Tornado de Dallas   | 54  | 32 | 4  | 1  | 27 | 27 | 71 | -44  | 26 |

- Qualification directe pour le premier tour des séries éliminatoires
- Wild-card pour le premier tour des séries éliminatoires

### Division Ouest
| Rang | Équipe                  | Pts | J  | G  | Gt | P  | Bp | Bc | Diff |    |
| ---- | ----------------------- | --- | -- | -- | -- | -- | -- | -- | ---- | -- |
| 1    | Sockers de San Diego    | 173 | 32 | 17 | 4  | 11 | 67 | 49 | +18  | 55 |
| 2    | Aztecs de Los Angeles   | 160 | 32 | 18 | 1  | 13 | 53 | 55 | -2   | 48 |
| 3    | Surf de Californie      | 117 | 32 | 11 | 0  | 21 | 60 | 77 | -17  | 51 |
| 4    | Earthquakes de San José | 108 | 32 | 11 | 0  | 21 | 44 | 78 | -34  | 42 |

- Qualification directe pour le premier tour des séries éliminatoires

### Division Nord-Ouest
| Rang | Équipe                 | Pts | J  | G  | Gt | P  | Bp | Bc | Diff |    |
| ---- | ---------------------- | --- | -- | -- | -- | -- | -- | -- | ---- | -- |
| 1    | Whitecaps de Vancouver | 186 | 32 | 20 | 1  | 11 | 74 | 43 | +31  | 62 |
| 2    | Boomers de Calgary     | 151 | 32 | 16 | 1  | 15 | 59 | 54 | +5   | 51 |
| 3    | Timbers de Portland    | 141 | 32 | 13 | 4  | 15 | 52 | 49 | +3   | 47 |
| 4    | Sounders de Seattle    | 137 | 32 | 13 | 2  | 17 | 60 | 62 | -2   | 51 |
| 5    | Drillers d'Edmonton    | 123 | 32 | 12 | 0  | 20 | 60 | 79 | -19  | 51 |

- Qualification directe pour le premier tour des séries éliminatoires
- Wild-card pour le premier tour des séries éliminatoires

### Résultats
Source : wildstat.com

#### Matchs intra-division
| Résultats (▼dom., ►ext.)                                   | MON  | NY  | TOR | WAS | MON | NY   | TOR | WAS  |
| Manic de Montréal                                          |      | 1-2 | 2-1 | 2-0 |     | 1-2  | 1-0 | 1-0A |
| Cosmos de New York                                         | 5-4A |     | 5-1 | 1-0 | 2-1 |      | 4-3 | 4-2  |
| Blizzard de Toronto                                        | 0-5  | 1-2 |     | 2-4 | 4-3 | 2-1A |     | 0-2  |
| Diplomats de Washington                                    | 1-0  | 3-2 | 2-0 |     | 2-4 | 1-2  | 5-1 |      |
| - Victoire à domicile - Match nul - Victoire à l'extérieur |      |     |     |     |     |      |     |      |

| Résultats (▼dom., ►ext.)                                   | ATL  | FL   | JAC  | TAM | ATL | FL   | JAC  | TAM |
| Chiefs d'Atlanta                                           |      | 0-2  | 2-1  | 5-4 |     | 4-3A | 1-2  | 2-1 |
| Strikers de Fort Lauderdale                                | 2-1A |      | 2-1A | 3-2 | 2-0 |      | 2-1A | 1-0 |
| Tea Men de Jacksonville                                    | 1-2  | 1-2A |      | 0-2 | 2-1 | 2-1  |      | 2-0 |
| Rowdies de Tampa Bay                                       | 1-3  | 1-0A | 1-2  |     | 6-0 | 3-2  | 2-1  |     |
| - Victoire à domicile - Match nul - Victoire à l'extérieur |      |      |      |     |     |      |      |     |

| Résultats (▼dom., ►ext.)                                   | CHI | DAL | MIN  | TUL | CHI | DAL | MIN | TUL  |
| Sting de Chicago                                           |     | 5-0 | 0-1  | 1-0 |     | 3-1 | 7-2 | 5-4A |
| Tornado de Dallas                                          | 0-2 |     | 1-3  | 1-2 | 1-2 |     | 1-2 | 0-1  |
| Kicks du Minnesota                                         | 2-5 | 4-0 |      | 2-0 | 0-2 | 2-1 |     | 2-1  |
| Roughnecks de Tulsa                                        | 2-3 | 2-0 | 0-1A |     | 2-1 | 2-0 | 2-0 |      |
| - Victoire à domicile - Match nul - Victoire à l'extérieur |     |     |      |     |     |     |     |      |

| Résultats (▼dom., ►ext.)                                   | CAI | LA  | SAD | SAJ | CAI | LA  | SAD | SAJ |
| Surf de Californie                                         |     | 0-1 | 1-0 | 1-2 |     | 1-3 | 2-5 | 7-1 |
| Aztecs de Los Angeles                                      | 3-2 |     | 3-1 | 1-0 | 4-3 |     | 3-1 | 3-0 |
| Sockers de San Diego                                       | 1-2 | 2-0 |     | 4-2 | 5-2 | 4-2 |     | 3-0 |
| Earthquakes de San José                                    | 0-1 | 3-2 | 2-1 |     | 2-1 | 1-2 | 2-3 |     |
| - Victoire à domicile - Match nul - Victoire à l'extérieur |     |     |     |     |     |     |     |     |

| Résultats (▼dom., ►ext.)                                   | CAG | EDM | POR  | SEA | VAN | CAG  | EDM | POR | SEA | VAN |
| Boomers de Calgary                                         |     | 2-1 | 1-2A | 0-1 | 3-2 |      | 1-2 |     | 3-2 |     |
| Drillers d'Edmonton                                        | 0-1 |     | 2-1  | 4-3 | 3-2 |      |     | 2-1 |     | 4-5 |
| Timbers de Portland                                        | 3-1 | 3-1 |      | 2-1 | 1-2 | 2-0  |     |     |     | 2-3 |
| Sounders de Seattle                                        | 2-0 | 2-1 | 2-1A |     | 1-3 |      | 7-0 | 1-2 |     |     |
| Whitecaps de Vancouver                                     | 1-0 | 3-2 | 2-0  | 2-3 |     | 2-3A |     |     | 5-0 |     |
| - Victoire à domicile - Match nul - Victoire à l'extérieur |     |     |      |     |     |      |     |     |     |     |

#### Matchs inter-division
| Résultats (▼dom., ►ext.)                                   | MON  | NY   | TOR | WAS  | ATL  | FL   | JAC  | TAM  | CHI  | DAL  | MIN | TUL  | CAI | LA  | SAD  | SAJ | CAG | EDM | POR  | SEA  | VAN  |
| Manic de Montréal                                          |      |      |     |      | 1-2  | 1-2  | 1-0  | 3-2  | 2-1  | 3-1  | 3-1 | 3-2A |     |     |      | 4-0 |     |     |      |      | 2-1  |
| Cosmos de New York                                         |      |      |     |      | 2-1  | 2-0  | 1-2  | 4-1  | 2-3  | 5-1  | 3-1 | 3-2  |     | 3-0 |      |     |     |     | 2-0  |      |      |
| Blizzard de Toronto                                        |      |      |     |      | 0-3  | 3-1  | 3-0  | 0-1  | 3-1  | 0-1A | 1-3 | 0-2  |     |     |      |     | 2-3 | 2-1 |      |      |      |
| Diplomats de Washington                                    |      |      |     |      | 2-0  | 1-0  | 1-2A | 4-1  | 2-3A | 1-0A | 1-3 | 2-3  |     |     | 3-2A |     |     |     |      | 2-3  |      |
| Chiefs d'Atlanta                                           | 3-2  | 2-3  | 6-2 | 2-3  |      |      |      |      |      | 3-1  |     |      | 2-1 | 4-1 | 1-0A | 2-0 |     |     | 2-1  |      |      |
| Strikers de Fort Lauderdale                                | 3-1  | 1-2  | 2-1 | 2-1  |      |      |      |      |      |      | 1-4 |      | 0-1 | 6-2 | 1-0  | 4-1 |     | 2-0 |      |      |      |
| Tea Men de Jacksonville                                    | 3-2A | 2-1A | 1-0 | 1-0A |      |      |      |      |      |      |     |      | 4-0 | 0-1 | 3-2  | 4-3 | 0-2 |     |      | 2-1  |      |
| Rowdies de Tampa Bay                                       | 1-0  | 2-1  | 4-3 | 3-1  |      |      |      |      |      |      |     | 0-2  | 3-2 | 2-1 | 1-2  | 4-2 |     |     |      |      | 1-3  |
| Sting de Chicago                                           | 2-0  | 6-5A | 5-1 | 1-2  |      |      |      | 3-1  |      |      |     |      |     |     |      |     | 3-0 | 4-2 | 0-1  | 3-1  | 2-1  |
| Tornado de Dallas                                          | 1-3  | 0-3  | 0-1 | 3-1  |      |      |      |      |      |      |     |      | 1-0 |     |      |     | 0-1 | 1-2 | 1-0  | 0-2  | 2-3  |
| Kicks du Minnesota                                         | 4-3A | 2-1  | 3-0 | 4-3  | 3-2  |      |      |      |      |      |     |      |     |     |      |     | 0-2 | 2-0 | 2-3A | 3-2A | 0-2  |
| Roughnecks de Tulsa                                        | 3-2A | 1-2  | 3-0 | 1-2A |      |      | 2-3  |      |      |      |     |      |     |     |      |     | 1-0 | 3-1 | 0-1A | 4-1  | 3-2  |
| Surf de Californie                                         |      |      |     | 3-4  | 1-2  | 4-1  | 1-2  | 1-5  |      |      |     |      |     |     |      |     | 4-2 | 5-3 | 0-2  | 2-1  | 1-0  |
| Aztecs de Los Angeles                                      |      |      | 4-2 |      | 1-0  | 1-0A | 2-0  | 2-0  |      |      |     |      |     |     |      |     | 2-4 | 1-0 | 1-3  | 2-1  | 0-2  |
| Sockers de San Diego                                       |      |      |     |      | 2-1A | 2-0  | 2-1A | 4-3  | 0-1  |      |     |      |     |     |      |     | 2-1 | 3-2 | 3-1  | 3-1  | 2-1A |
| Earthquakes de San José                                    |      | 0-3  |     |      | 3-1  | 3-2  | 3-0  | 2-1  |      |      |     |      |     |     |      |     | 4-3 | 1-0 | 1-2A | 3-0  | 1-5  |
| Boomers de Calgary                                         | 4-1  |      |     |      | 4-2  |      |      |      | 4-2  | 2-1  | 1-2 | 2-3  | 3-2 | 1-2 | 4-1  | 1-0 |     |     |      |      |      |
| Drillers d'Edmonton                                        |      | 2-0  |     |      |      |      | 0-5  |      | 2-3  | 3-2  | 4-3 | 4-2  | 4-3 | 1-2 | 1-2  | 6-2 |     |     |      |      |      |
| Timbers de Portland                                        |      |      |     | 2-1  |      | 0-3  |      |      | 2-4  | 5-2  | 1-0 | 1-3  | 2-3 | 2-1 | 0-2  | 3-0 |     |     |      |      |      |
| Sounders de Seattle                                        | 2-1A |      |     |      |      |      |      | 3-4A | 1-0  | 1-3  | 3-2 | 1-0  | 5-2 | 3-0 | 2-3A | 1-0 |     |     |      |      |      |
| Whitecaps de Vancouver                                     |      |      | 2-0 |      |      | 0-1  |      |      | 3-1  | 2-0  | 1-0 | 3-2A | 5-1 | 3-0 | 0-1  | 3-1 |     |     |      |      |      |
| - Victoire à domicile - Match nul - Victoire à l'extérieur |      |      |     |      |      |      |      |      |      |      |     |      |     |     |      |     |     |     |      |      |      |

A Quand un score est suivi d'une lettre, cela signifie que le match en question s'est terminé par une séance de tirs au but. Si le score inscrit est 3-2, cela signifie que l'équipe gagnante a remporté la séance de tirs au but après un match nul 2-2 à l'issue de la prolongation.

## Séries éliminatoires

### Règlement
- Dans chaque division, les deux premières équipes sont qualifiées pour les séries éliminatoires. Les cinq meilleurs bilans restants toutes divisions confondues également.
- Le meilleur bilan général est dispensé du premier tour des séries éliminatoires.
- Le 1er tour, les quarts de finales et les demi-finales se disputent en deux manches, avec match retour et match d'appui éventuel sur le terrain de la tête de série la plus élevée. Chaque match doit avoir un gagnant. Au bout de 90 minutes, en cas d'égalité, une prolongation de 30 minutes est disputée. S'il y a toujours égalité, une séance de tirs au but a lieu.
- En quart de finale et en demi-finale, l'équipe qui a eu le plus de points en saison régulière dans chaque conférence affronte l'équipe qui en a eu le moins. La deuxième équipe affronte le plus mauvais bilan restant et ainsi de suite.
- Le Soccer Bowl a lieu au Stade de l'Exposition nationale de Toronto sur un seul match. Au bout de 90 minutes, en cas d'égalité, une prolongation de 30 minutes avec but en or a lieu. S'il n'y a pas de but, une séance de tirs au but a lieu.

### Qualifiés
| Place | Premiers de poule           | Pts |
| ----- | --------------------------- | --- |
| 1     | Cosmos de New York          | 200 |
| 2     | Sting de Chicago            | 195 |
| 3     | Whitecaps de Vancouver      | 186 |
| 4     | Sockers de San Diego        | 173 |
| 5     | Chiefs d'Atlanta            | 151 |
|       | Deuxièmes                   |     |
| 6     | Kicks du Minnesota          | 163 |
| 7     | Aztecs de Los Angeles       | 160 |
| 8     | Boomers de Calgary          | 151 |
| 9     | Strikers de Fort Lauderdale | 144 |
| 10    | Manic de Montréal           | 141 |
|       | Wild-cards                  |     |
| 11    | Roughnecks de Tulsa         | 154 |
| 12    | Tea Men de Jacksonville     | 141 |
| 13    | Timbers de Portland         | 141 |
| 14    | Rowdies de Tampa Bay        | 139 |
| 15    | Sounders de Seattle         | 137 |

### Tableau
|  | 1er tour                        | 1er tour                        | 1er tour                        | 1er tour                        |                          |                          | Quarts de finale         | Quarts de finale         | Quarts de finale         | Quarts de finale         |  |  | Demi-finales            | Demi-finales            | Demi-finales            | Demi-finales            |  |  | Soccer Bowl '81                                             | Soccer Bowl '81                                             | Soccer Bowl '81                                             | Soccer Bowl '81                                             |
|  |                                 |                                 |                                 |                                 |                          |                          |                          |                          |                          |                          |  |  |                         |                         |                         |                         |  |  |                                                             |                                                             |                                                             |                                                             |
|  |                                 |                                 |                                 |                                 |                          |                          | 2, 5 et 9 septembre 1981 | 2, 5 et 9 septembre 1981 | 2, 5 et 9 septembre 1981 | 2, 5 et 9 septembre 1981 |  |  | 12 et 16 septembre 1981 | 12 et 16 septembre 1981 | 12 et 16 septembre 1981 | 12 et 16 septembre 1981 |  |  | 26 septembre 1981, Stade de l'Exposition nationale, Toronto | 26 septembre 1981, Stade de l'Exposition nationale, Toronto | 26 septembre 1981, Stade de l'Exposition nationale, Toronto | 26 septembre 1981, Stade de l'Exposition nationale, Toronto |
|  |                                 |                                 |                                 |                                 |                          |                          | 2, 5 et 9 septembre 1981 | 2, 5 et 9 septembre 1981 | 2, 5 et 9 septembre 1981 | 2, 5 et 9 septembre 1981 |  |  | 12 et 16 septembre 1981 | 12 et 16 septembre 1981 | 12 et 16 septembre 1981 | 12 et 16 septembre 1981 |  |  | 26 septembre 1981, Stade de l'Exposition nationale, Toronto | 26 septembre 1981, Stade de l'Exposition nationale, Toronto | 26 septembre 1981, Stade de l'Exposition nationale, Toronto | 26 septembre 1981, Stade de l'Exposition nationale, Toronto |
|  |                                 |                                 |                                 |                                 |                          |                          | 2, 5 et 9 septembre 1981 | 2, 5 et 9 septembre 1981 | 2, 5 et 9 septembre 1981 | 2, 5 et 9 septembre 1981 |  |  | 12 et 16 septembre 1981 | 12 et 16 septembre 1981 | 12 et 16 septembre 1981 | 12 et 16 septembre 1981 |  |  | 26 septembre 1981, Stade de l'Exposition nationale, Toronto | 26 septembre 1981, Stade de l'Exposition nationale, Toronto | 26 septembre 1981, Stade de l'Exposition nationale, Toronto | 26 septembre 1981, Stade de l'Exposition nationale, Toronto |
|  |                                 |                                 |                                 |                                 |                          |                          | 2, 5 et 9 septembre 1981 | 2, 5 et 9 septembre 1981 | 2, 5 et 9 septembre 1981 | 2, 5 et 9 septembre 1981 |  |  | 12 et 16 septembre 1981 | 12 et 16 septembre 1981 | 12 et 16 septembre 1981 | 12 et 16 septembre 1981 |  |  | 26 septembre 1981, Stade de l'Exposition nationale, Toronto | 26 septembre 1981, Stade de l'Exposition nationale, Toronto | 26 septembre 1981, Stade de l'Exposition nationale, Toronto | 26 septembre 1981, Stade de l'Exposition nationale, Toronto |
|  | (1) Cosmos de New York          | (1) Cosmos de New York          | 6 - 2 (2) - 2                   | 6 - 2 (2) - 2                   |                          |                          |                          |                          |                          |                          |  |  | 12 et 16 septembre 1981 | 12 et 16 septembre 1981 | 12 et 16 septembre 1981 | 12 et 16 septembre 1981 |  |  | 26 septembre 1981, Stade de l'Exposition nationale, Toronto | 26 septembre 1981, Stade de l'Exposition nationale, Toronto | 26 septembre 1981, Stade de l'Exposition nationale, Toronto | 26 septembre 1981, Stade de l'Exposition nationale, Toronto |
|  | (1) Cosmos de New York          | (1) Cosmos de New York          | 6 - 2 (2) - 2                   | 6 - 2 (2) - 2                   | 23 et 26 août 1981       |                          |                          |                          |                          |                          |  |  | 12 et 16 septembre 1981 | 12 et 16 septembre 1981 | 12 et 16 septembre 1981 | 12 et 16 septembre 1981 |  |  | 26 septembre 1981, Stade de l'Exposition nationale, Toronto | 26 septembre 1981, Stade de l'Exposition nationale, Toronto | 26 septembre 1981, Stade de l'Exposition nationale, Toronto | 26 septembre 1981, Stade de l'Exposition nationale, Toronto |
|  |                                 |                                 | (14) Rowdies de Tampa Bay       | (14) Rowdies de Tampa Bay       | 3 - 2 (4) - 0            | 3 - 2 (4) - 0            |                          |                          |                          |                          |  |  | 12 et 16 septembre 1981 | 12 et 16 septembre 1981 | 12 et 16 septembre 1981 | 12 et 16 septembre 1981 |  |  | 26 septembre 1981, Stade de l'Exposition nationale, Toronto | 26 septembre 1981, Stade de l'Exposition nationale, Toronto | 26 septembre 1981, Stade de l'Exposition nationale, Toronto | 26 septembre 1981, Stade de l'Exposition nationale, Toronto |
|  | (3) Whitecaps de Vancouver      | (3) Whitecaps de Vancouver      | (14) Rowdies de Tampa Bay       | (14) Rowdies de Tampa Bay       | 3 - 2 (4) - 0            | 3 - 2 (4) - 0            | 1 - 0                    | 1 - 0                    |                          |                          |  |  | 12 et 16 septembre 1981 | 12 et 16 septembre 1981 | 12 et 16 septembre 1981 | 12 et 16 septembre 1981 |  |  | 26 septembre 1981, Stade de l'Exposition nationale, Toronto | 26 septembre 1981, Stade de l'Exposition nationale, Toronto | 26 septembre 1981, Stade de l'Exposition nationale, Toronto | 26 septembre 1981, Stade de l'Exposition nationale, Toronto |
|  | (3) Whitecaps de Vancouver      | (3) Whitecaps de Vancouver      | 2 et 6 septembre 1981           |                                 |                          |                          | 1 - 0                    | 1 - 0                    |                          |                          |  |  | 12 et 16 septembre 1981 | 12 et 16 septembre 1981 | 12 et 16 septembre 1981 | 12 et 16 septembre 1981 |  |  | 26 septembre 1981, Stade de l'Exposition nationale, Toronto | 26 septembre 1981, Stade de l'Exposition nationale, Toronto | 26 septembre 1981, Stade de l'Exposition nationale, Toronto | 26 septembre 1981, Stade de l'Exposition nationale, Toronto |
|  | (14) Rowdies de Tampa Bay       | (14) Rowdies de Tampa Bay       | 4 - 1                           | 4 - 1                           |                          |                          |                          |                          |                          |                          |  |  | 12 et 16 septembre 1981 | 12 et 16 septembre 1981 | 12 et 16 septembre 1981 | 12 et 16 septembre 1981 |  |  | 26 septembre 1981, Stade de l'Exposition nationale, Toronto | 26 septembre 1981, Stade de l'Exposition nationale, Toronto | 26 septembre 1981, Stade de l'Exposition nationale, Toronto | 26 septembre 1981, Stade de l'Exposition nationale, Toronto |
|  | (14) Rowdies de Tampa Bay       | (14) Rowdies de Tampa Bay       | 4 - 1                           | 4 - 1                           | (1) Cosmos de New York   | (1) Cosmos de New York   | 4 - 4                    | 4 - 4                    |                          |                          |  |  |                         |                         |                         |                         |  |  | 26 septembre 1981, Stade de l'Exposition nationale, Toronto | 26 septembre 1981, Stade de l'Exposition nationale, Toronto | 26 septembre 1981, Stade de l'Exposition nationale, Toronto | 26 septembre 1981, Stade de l'Exposition nationale, Toronto |
|  | 22 et 26 août 1981              |                                 |                                 |                                 | (1) Cosmos de New York   | (1) Cosmos de New York   | 4 - 4                    | 4 - 4                    |                          |                          |  |  |                         |                         |                         |                         |  |  | 26 septembre 1981, Stade de l'Exposition nationale, Toronto | 26 septembre 1981, Stade de l'Exposition nationale, Toronto | 26 septembre 1981, Stade de l'Exposition nationale, Toronto | 26 septembre 1981, Stade de l'Exposition nationale, Toronto |
|  |                                 |                                 | (9) Strikers de Fort Lauderdale | (9) Strikers de Fort Lauderdale | 1 - 3                    | 1 - 3                    |                          |                          |                          |                          |  |  |                         |                         |                         |                         |  |  | 26 septembre 1981, Stade de l'Exposition nationale, Toronto | 26 septembre 1981, Stade de l'Exposition nationale, Toronto | 26 septembre 1981, Stade de l'Exposition nationale, Toronto | 26 septembre 1981, Stade de l'Exposition nationale, Toronto |
|  | (6) Kicks du Minnesota          | (6) Kicks du Minnesota          | (9) Strikers de Fort Lauderdale | (9) Strikers de Fort Lauderdale | 1 - 3                    | 1 - 3                    | 3 - 0 (5)                | 3 - 0 (5)                |                          |                          |  |  |                         |                         |                         |                         |  |  | 26 septembre 1981, Stade de l'Exposition nationale, Toronto | 26 septembre 1981, Stade de l'Exposition nationale, Toronto | 26 septembre 1981, Stade de l'Exposition nationale, Toronto | 26 septembre 1981, Stade de l'Exposition nationale, Toronto |
|  | (6) Kicks du Minnesota          | (6) Kicks du Minnesota          | 12, 16 et 21 septembre 1981     |                                 |                          |                          | 3 - 0 (5)                | 3 - 0 (5)                |                          |                          |  |  |                         |                         |                         |                         |  |  | 26 septembre 1981, Stade de l'Exposition nationale, Toronto | 26 septembre 1981, Stade de l'Exposition nationale, Toronto | 26 septembre 1981, Stade de l'Exposition nationale, Toronto | 26 septembre 1981, Stade de l'Exposition nationale, Toronto |
|  | (11) Roughnecks de Tulsa        | (11) Roughnecks de Tulsa        | 1 - 0 (4)                       | 1 - 0 (4)                       |                          |                          |                          |                          |                          |                          |  |  |                         |                         |                         |                         |  |  | 26 septembre 1981, Stade de l'Exposition nationale, Toronto | 26 septembre 1981, Stade de l'Exposition nationale, Toronto | 26 septembre 1981, Stade de l'Exposition nationale, Toronto | 26 septembre 1981, Stade de l'Exposition nationale, Toronto |
|  | (11) Roughnecks de Tulsa        | (11) Roughnecks de Tulsa        | 1 - 0 (4)                       | 1 - 0 (4)                       | (6) Kicks du Minnesota   | (6) Kicks du Minnesota   | 1 - 0                    | 1 - 0                    |                          |                          |  |  |                         |                         |                         |                         |  |  | 26 septembre 1981, Stade de l'Exposition nationale, Toronto | 26 septembre 1981, Stade de l'Exposition nationale, Toronto | 26 septembre 1981, Stade de l'Exposition nationale, Toronto | 26 septembre 1981, Stade de l'Exposition nationale, Toronto |
|  | 23 et 26 août 1981              |                                 |                                 |                                 | (6) Kicks du Minnesota   | (6) Kicks du Minnesota   | 1 - 0                    | 1 - 0                    |                          |                          |  |  |                         |                         |                         |                         |  |  | 26 septembre 1981, Stade de l'Exposition nationale, Toronto | 26 septembre 1981, Stade de l'Exposition nationale, Toronto | 26 septembre 1981, Stade de l'Exposition nationale, Toronto | 26 septembre 1981, Stade de l'Exposition nationale, Toronto |
|  |                                 |                                 | (9) Strikers de Fort Lauderdale | (9) Strikers de Fort Lauderdale | 3 - 3                    | 3 - 3                    |                          |                          |                          |                          |  |  |                         |                         |                         |                         |  |  | 26 septembre 1981, Stade de l'Exposition nationale, Toronto | 26 septembre 1981, Stade de l'Exposition nationale, Toronto | 26 septembre 1981, Stade de l'Exposition nationale, Toronto | 26 septembre 1981, Stade de l'Exposition nationale, Toronto |
|  | (8) Boomers de Calgary          | (8) Boomers de Calgary          | (9) Strikers de Fort Lauderdale | (9) Strikers de Fort Lauderdale | 3 - 3                    | 3 - 3                    | 1 - 0                    | 1 - 0                    |                          |                          |  |  |                         |                         |                         |                         |  |  | 26 septembre 1981, Stade de l'Exposition nationale, Toronto | 26 septembre 1981, Stade de l'Exposition nationale, Toronto | 26 septembre 1981, Stade de l'Exposition nationale, Toronto | 26 septembre 1981, Stade de l'Exposition nationale, Toronto |
|  | (8) Boomers de Calgary          | (8) Boomers de Calgary          | 2, 5 et 10 septembre 1981       |                                 |                          |                          | 1 - 0                    | 1 - 0                    |                          |                          |  |  |                         |                         |                         |                         |  |  | 26 septembre 1981, Stade de l'Exposition nationale, Toronto | 26 septembre 1981, Stade de l'Exposition nationale, Toronto | 26 septembre 1981, Stade de l'Exposition nationale, Toronto | 26 septembre 1981, Stade de l'Exposition nationale, Toronto |
|  | (9) Strikers de Fort Lauderdale | (9) Strikers de Fort Lauderdale | 3 - 2                           | 3 - 2                           |                          |                          |                          |                          |                          |                          |  |  |                         |                         |                         |                         |  |  | 26 septembre 1981, Stade de l'Exposition nationale, Toronto | 26 septembre 1981, Stade de l'Exposition nationale, Toronto | 26 septembre 1981, Stade de l'Exposition nationale, Toronto | 26 septembre 1981, Stade de l'Exposition nationale, Toronto |
|  | (9) Strikers de Fort Lauderdale | (9) Strikers de Fort Lauderdale | 3 - 2                           | 3 - 2                           | (1) Cosmos de New York   | (1) Cosmos de New York   | 0 (1)                    | 0 (1)                    |                          |                          |  |  |                         |                         |                         |                         |  |  |                                                             |                                                             |                                                             |                                                             |
|  | 22, 26 et 30 août 1981          |                                 |                                 |                                 | (1) Cosmos de New York   | (1) Cosmos de New York   | 0 (1)                    | 0 (1)                    |                          |                          |  |  |                         |                         |                         |                         |  |  |                                                             |                                                             |                                                             |                                                             |
|  |                                 |                                 | (2) Sting de Chicago            | (2) Sting de Chicago            | 0 (2)                    | 0 (2)                    |                          |                          |                          |                          |  |  |                         |                         |                         |                         |  |  |                                                             |                                                             |                                                             |                                                             |
|  | (2) Sting de Chicago            | (2) Sting de Chicago            | (2) Sting de Chicago            | (2) Sting de Chicago            | 0 (2)                    | 0 (2)                    | 3 - 0 - 3                | 3 - 0 - 3                |                          |                          |  |  |                         |                         |                         |                         |  |  |                                                             |                                                             |                                                             |                                                             |
|  | (2) Sting de Chicago            | (2) Sting de Chicago            |                                 |                                 |                          |                          |                          | 3 - 0 - 3                |                          |                          |  |  |                         |                         |                         |                         |  |  |                                                             |                                                             |                                                             |                                                             |
|  | (15) Sounders de Seattle        | (15) Sounders de Seattle        | 2 - 2 - 2                       | 2 - 2 - 2                       |                          |                          |                          |                          |                          |                          |  |  |                         |                         |                         |                         |  |  |                                                             |                                                             |                                                             |                                                             |
|  | (15) Sounders de Seattle        | (15) Sounders de Seattle        | 2 - 2 - 2                       | 2 - 2 - 2                       | (2) Sting de Chicago     | (2) Sting de Chicago     | 2 - 4 - 4                | 2 - 4 - 4                |                          |                          |  |  |                         |                         |                         |                         |  |  |                                                             |                                                             |                                                             |                                                             |
|  | 24, 27 et 30 août 1981          |                                 |                                 |                                 | (2) Sting de Chicago     | (2) Sting de Chicago     | 2 - 4 - 4                | 2 - 4 - 4                |                          |                          |  |  |                         |                         |                         |                         |  |  |                                                             |                                                             |                                                             |                                                             |
|  |                                 |                                 | (10) Manic de Montréal          | (10) Manic de Montréal          | 3 - 2 - 2                | 3 - 2 - 2                |                          |                          |                          |                          |  |  |                         |                         |                         |                         |  |  |                                                             |                                                             |                                                             |                                                             |
|  | (7) Aztecs de Los Angeles       | (7) Aztecs de Los Angeles       | (10) Manic de Montréal          | (10) Manic de Montréal          | 3 - 2 - 2                | 3 - 2 - 2                | 3 - 3 - 1                | 3 - 3 - 1                |                          |                          |  |  |                         |                         |                         |                         |  |  |                                                             |                                                             |                                                             |                                                             |
|  | (7) Aztecs de Los Angeles       | (7) Aztecs de Los Angeles       | 2, 6 et 9 septembre 1981        |                                 |                          |                          | 3 - 3 - 1                | 3 - 3 - 1                |                          |                          |  |  |                         |                         |                         |                         |  |  |                                                             |                                                             |                                                             |                                                             |
|  | (10) Manic de Montréal          | (10) Manic de Montréal          | 5 - 2 - 2a. p.                  | 5 - 2 - 2a. p.                  |                          |                          |                          |                          |                          |                          |  |  |                         |                         |                         |                         |  |  |                                                             |                                                             |                                                             |                                                             |
|  | (10) Manic de Montréal          | (10) Manic de Montréal          | 5 - 2 - 2a. p.                  | 5 - 2 - 2a. p.                  | (2) Sting de Chicago     | (2) Sting de Chicago     | 1 - 2 - 0 (3)            | 1 - 2 - 0 (3)            |                          |                          |  |  |                         |                         |                         |                         |  |  |                                                             |                                                             |                                                             |                                                             |
|  | 23 et 26 août 1981              |                                 |                                 |                                 | (2) Sting de Chicago     | (2) Sting de Chicago     | 1 - 2 - 0 (3)            | 1 - 2 - 0 (3)            |                          |                          |  |  |                         |                         |                         |                         |  |  |                                                             |                                                             |                                                             |                                                             |
|  |                                 |                                 | (4) Sockers de San Diego        | (4) Sockers de San Diego        | 2 - 1 - 0 (2)            | 2 - 1 - 0 (2)            |                          |                          |                          |                          |  |  |                         |                         |                         |                         |  |  |                                                             |                                                             |                                                             |                                                             |
|  | (4) Sockers de San Diego        | (4) Sockers de San Diego        | (4) Sockers de San Diego        | (4) Sockers de San Diego        | 2 - 1 - 0 (2)            | 2 - 1 - 0 (2)            | 1 - 5 - 2                | 1 - 5 - 2                |                          |                          |  |  |                         |                         |                         |                         |  |  |                                                             |                                                             |                                                             |                                                             |
|  | (4) Sockers de San Diego        | (4) Sockers de San Diego        |                                 |                                 |                          |                          |                          | 1 - 5 - 2                |                          |                          |  |  |                         |                         |                         |                         |  |  |                                                             |                                                             |                                                             |                                                             |
|  | (13) Timbers de Portland        | (13) Timbers de Portland        | 2 - 1 - 0                       | 2 - 1 - 0                       |                          |                          |                          |                          |                          |                          |  |  |                         |                         |                         |                         |  |  |                                                             |                                                             |                                                             |                                                             |
|  | (13) Timbers de Portland        | (13) Timbers de Portland        | 2 - 1 - 0                       | 2 - 1 - 0                       | (4) Sockers de San Diego | (4) Sockers de San Diego | 1 - 2 - 3                | 1 - 2 - 3                |                          |                          |  |  |                         |                         |                         |                         |  |  |                                                             |                                                             |                                                             |                                                             |
|  | 23 et 25 août 1981              |                                 |                                 |                                 | (4) Sockers de San Diego | (4) Sockers de San Diego | 1 - 2 - 3                | 1 - 2 - 3                |                          |                          |  |  |                         |                         |                         |                         |  |  |                                                             |                                                             |                                                             |                                                             |
|  |                                 |                                 | (12) Tea Men de Jacksonville    | (12) Tea Men de Jacksonville    | 2a. p. - 1 - 1           | 2a. p. - 1 - 1           |                          |                          |                          |                          |  |  |                         |                         |                         |                         |  |  |                                                             |                                                             |                                                             |                                                             |
|  | (5) Chiefs d'Atlanta            | (5) Chiefs d'Atlanta            | (12) Tea Men de Jacksonville    | (12) Tea Men de Jacksonville    | 2a. p. - 1 - 1           | 2a. p. - 1 - 1           | 2 - 1                    | 2 - 1                    |                          |                          |  |  |                         |                         |                         |                         |  |  |                                                             |                                                             |                                                             |                                                             |
|  | (5) Chiefs d'Atlanta            | (5) Chiefs d'Atlanta            |                                 |                                 |                          |                          |                          | 2 - 1                    |                          |                          |  |  |                         |                         |                         |                         |  |  |                                                             |                                                             |                                                             |                                                             |
|  | (12) Tea Men de Jacksonville    | (12) Tea Men de Jacksonville    | 3a. p. - 2                      | 3a. p. - 2                      |                          |                          |                          |                          |                          |                          |  |  |                         |                         |                         |                         |  |  |                                                             |                                                             |                                                             |                                                             |
|  | (12) Tea Men de Jacksonville    | (12) Tea Men de Jacksonville    | 3a. p. - 2                      | 3a. p. - 2                      |                          |                          |                          |                          |                          |                          |  |  |                         |                         |                         |                         |  |  |                                                             |                                                             |                                                             |                                                             |
|  |                                 |                                 |                                 |                                 |                          |                          |                          |                          |                          |                          |  |  |                         |                         |                         |                         |  |  |                                                             |                                                             |                                                             |                                                             |

## Récompenses individuelles
| Trophée                            | Joueur            | Club                |
| ---------------------------------- | ----------------- | ------------------- |
| Meilleur joueur (saison régulière) | Giorgio Chinaglia | Cosmos de New York  |
| Meilleur joueur (finale)           | Frantz Mathieu    | Sting de Chicago    |
| Meilleur buteur                    | Giorgio Chinaglia | Cosmos de New York  |
| Meilleur rookie                    | Joe Morrone       | Roughnecks de Tulsa |
| Meilleur entraîneur                | Willy Roy         | Sting de Chicago    |